# Андреев, Алексей Владимирович (политик)
Андреев Алексей Владимирович (род. 13 августа 1959 года, Москва, СССР) — российский политический и общественный деятель, дорожник, строитель, управленец. Депутат Думы Ханты-Мансийского автономного округа — Югры III, IV, V, VI и VII созывов, основной владелец и генеральный директор строительно-инвестиционного холдинга «Автобан».

## Биография
Алексей Владимирович родился 13 августа 1959 года в Москве. В 1976—1981 годах Андреев получил высшее образование в Московском автомобильно-дорожном институте по специальности «инженер-строитель автомобильных дорог». Трудовой путь Андреева начался в 1981 году в Москве в проектном институте «Союздорпроект» в должности инженера дорожного отдела, в 1983—1986 годах он работал сперва мастером, затем прорабом и старшим прорабом Механизированной колонны № 129 треста «Нижневартовскдорстрой», с 1986 по 1989 — прорабом, старшим прорабом и начальником производственно-технического отдела Строительного управления № 920 «Нижневартовскдорстроя» в городе Мегион. В 1989 году он впервые в истории предприятия выиграл открытые выборы и занял должность генерального директора. В годы его руководства управление прокладывало дороги на Самотлорском, Мегионском, Аганском, Покачаевском и других крупных месторождениях, построило автодороги Нижневартовск — Мегион, Мегион — Урьевск, Сургут — Нижневартовск и объездную дорогу вокруг Мегиона.

### Предпринимательство
В 1998 году Андреев возглавил акционерное общество «Ханты-Мансийскдорстрой», которое занималось дорожным строительством в Ханты-Мансийском автономном округе — Югре, Омской и Томской областях, и в качестве генерального директора предотвратил банкротство ряда дочерних предприятий. Параллельно с работой Андреев в 1999 году получил специальность менеджера высшей квалификации в Академии народного хозяйства при Правительстве Российской Федерации. Также в 1999 году Андреев объединил несколько региональных компаний, занимавшихся дорожным строительством, и основал дорожно-строительную компанию «Автобан». За последующие годы компания выросла до крупного федерального холдинга, включающего 13 строительных управлений, работающих в Западной Сибири, европейской части России и за рубежом.
Компания стала крупным государственным подрядчиком федерального и регионального уровня, занималась реконструкцией участков федеральных магистралей в составе транспортных коридоров М2 «Крым», М3 «Украина», М4 «Дон», М8 «Холмогоры», также работала на ряде региональных автодорог, преимущественно в Западной Сибири, и над трассой Киев — Одесса в Украине. Также «Автобан» в 2016—2021 годах построил 200 из 336 км Центральной кольцевой автомобильной дороги (ЦКАД) и участвует в строительстве четвёртого и шестого участков платной магистрали М12 «Москва — Нижний Новгород — Казань».
В 2011 году российский Forbes поставил Андреева на 178 место из 200 в списке самых богатых бизнесменов России с капиталом в 500 миллионов долларов и активами, включающими 100 % «Автобана» и 80,5 % «Ханты-Мансийскдорстрой». По итогам 2013 года Андреев также вошёл в составленный изданием рейтинг «Короли госзаказа», заняв 12 место из 13. К 2016 году общая протяжённость построенных «Автобаном» дорог с капитальным покрытием превысила 3,5 тысячи километров, число его сотрудников достигло 4,5 тысяч человек, а на счету «Ханты-Мансийскдорстроя» значилась почти половина общей протяжённости дорог региона. В 2017 году «Автобан» занял 183 позицию из 200 в списке крупнейших частных компаний по версии российского Forbes.
По итогам 2016 года группа вела работы в 14 регионах РФ, при этом 44 % выручки пришлось на Центральный федеральный округ, 24 % — на Уральский федеральный округ. С 2016 группа участвует в реализации проекта строительства пускового комплекса № 3 Центральной кольцевой автомобильной дороги (ЦКАД). На конец 2017 года, по данным «Эксперт РА», группа компаний «Автобан» вошла в тройку крупнейших игроков рынка инфраструктурного строительства, обладая портфелем заказов на сумму не менее 150 млрд руб.
В отдельных регионах производственная деятельность «Автобана» вызывает критику в части нарушения природоохранного законодательства и в части качества и обоснованности цены возводимых объектов.
В декабре 2017 года рейтинговое агентство «Эксперт РА» присвоило рейтинг кредитоспособности финансовой компании «Автобан-Финанс» на уровне «ruA-», прогноз по рейтингу — «стабильный». Международное рейтинговое агентство Moody’s Investors Service, со своей стороны, подтвердило АО «ДСК „Автобан“» корпоративный рейтинг (CFR) на уровне «В1» и рейтинг вероятности дефолта (PDR) на уровне «B1».

### Политическая деятельность
В 1992—1996 годах и 1996—2000 годах Андреев избирался депутатом городской думы города Мегион Тюменской области. С 2001 года постоянно избирался депутатом Думы Ханты-Мансийского автономного округа — Югры III (2001—2006 годы), IV (2006—2011 годы), V (2011—2016 годы) и VI созывов (с 2016 года), постоянным членом комитета по бюджету, экономики и финансам. Самостоятельно и в составе комитета Андреев вёл активную законотворческую деятельность, внёс более 50 поправок, 10 законопроектов и 30 законодательных инициатив. Андреев состоит в региональном отделении всероссийской политической партии «Единая Россия», является членом Политического совета.

### Общественная деятельность
С 2001 года Андреев состоит в Ассамблее представителей коренных малочисленных народов Севера, с 2003 является членом Российского союза промышленников и предпринимателей и ассоциированным членом Межправительственного совета дорожников Содружества независимых государств. В 2013 году он возглавил Федерацию бокса Югры. С 2008 года Андреев является главой попечительского совета регионального благотворительного фонда помощи детям с заболеванием центральной нервной системы «Благо Дарю». В 2012 году по его инициативе был создан региональный некоммерческий благотворительный фонд местных сообществ «Мы вместе», объединяющий усилия общественных организаций, органов местного самоуправления, бизнес-сообщества и активных горожан с целью развития городов. В 2012—2016 годах на проекты фонда были направлены 91 миллион рублей, а всего Андреев привлёк более 3 миллиардов рублей на реконструкцию и строительство объектов социальной инфраструктуры в Ханты-Мансийском автономном округе — Югре. Кроме того, собственный депутатский фонд Андреева ежеквартально предоставляет около 3 миллионов рублей для адресной поддержки нуждающихся граждан.

### Личная жизнь
Андреев женат. В семье трое взрослых детей.

## Награды и звания
- Почётный знак «Заслуженный строитель Российской Федерации» (1996) — за выдающиеся заслуги в области дорожного строительства и развития транспортной инфраструктуры РФ[3]
- Медаль ордена «За заслуги перед Отечеством» II степени (2001)[3]
- Медаль «Почётный дорожник Содружества независимых государств» (2003)[источник не указан 1355 дней]
- Почётная грамота Думы Ханты-Мансийского автономного округа — Югры (2003, 2004) — за значительный вклад в развитие окружного законодательства[3]
- Нагрудный знак «75 лет Ханты-Мансийскому автономному округу — Югре» (2005) — за вклад в развитие законодательства[3]
- Благодарственное письмо председателя Думы Ханты-Мансийского автономного округа — Югры (2006)[3]
- Благодарственное письмо председателя Думы Ханты-Мансийского автономного округа — Югры и почётный нагрудный знак (2009) — за большой вклад в социально-экономическое развитие автономного округа, за многолетний успешный труд по развитию дорожно-строительной отрасли и транспортной инфраструктуры Ханты-Мансийского автономного округа[3]
- Знак губернатора Московской области «За полезное» (2009)[3]
- Премия «Итоги года Урала и Сибири» — за развитие гражданских инициатив (2010)[1]
- Орден Почёта (2016) — за заслуги в области транспорта и многолетний добросовестный труд[1]
- Медаль «За особые заслуги перед Калужской областью» III степени[1]
- Почетный знак Губернатора Калужской области «За личный вклад в развитие Калужской области»[источник не указан 1355 дней]